# Project Pitchfork
Project Pitchfork музыкальная группа из Гамбурга (Германия), играющая электронную музыку.

## История
Project Pitchfork был основан Питером Шпиллесом и Дирком Шойбером. После того как было решено работать вместе, название группы было выбрано случайно, из первого попавшегося слова из словаря — «Pitchfork» (англ. «Вилы»). Первым был записан демо-альбом 'K.N.K.A.'. Дебютным альбомом группы стал 'Dhyani', выпущенный в 1991 году.
Их второй альбом 'Lam-'Bras' появился в феврале 1992 года. В этом альбоме впервые появилось вокальное исполнение Patricia Nigiani.
Третий альбом 'Entities' был выпущен спустя 6 месяцев, с которого трек 'Souls' позже был переиздан в 1993 году как мини-альбом 'Souls Island EP'.
В 1994 году группа сменила лейбл и выпустила альбом 'IO', и синглы 'Renascence' и 'Carrion'.
В 1995 группа основала свой лейбл «Candyland Entertainment», на котором выпускает свою музыку и музыку других групп.
Следующим релизом группы стал мини-альбом ’Corps d’Amour'.
В 1995 был выпущен альбом 'Alpha Omega'.
В том же году во время концертного тура в качестве поддержки Project Pitchfork выступала группа Rammstein.
Следующим релизом группы стал студийный альбом 'Chakra:Red!' 1997 года, альбом стал первым записанным группой сообща, а не только усилиями Питера Шпиллеса.
В 1998 году выпущен альбом 'Eon:Eon', ставший первым релизом на крупном лейбле Warner Music Group. К альбому были выпущены синглы 'Steelrose', 'Carnival' и 'I Live Your Dream'.
В том же году группа была номинирована Echo Award в категории 'Best video national'.
Следующим альбомом Project Pitchfork стал альбом 'Daimonion' выпущенный после длительного молчания в 2001 году. Песня 'Timekiller' с этого альбома, стала клубным хитом.
В 2002 году Project Pitchfork снова был номинирован Echo Award в категории 'Best Alternative Act national'.
В 2003 году выпущена трилогия 'Nun', содержащая альбом 'Inferno' и два мини-альбома 'Trialog' и 'View From A Throne', которые были выпущены один за другим.
Спустя три года в 2005 Project Pitchfork вернулся с альбомом 'Kaskade'
В 2006 году впервые выпущены доступные только для скачивания мини-альбомы 'Wonderland' и 'One Million Faces', которые впоследствии были изданы в мае 2007 года на компакт-диске.
23 января 2009 года группа выпустила сингл «Feel!» на лейбле Prussia Records. Затем 27 января того же года был выпущен альбом Dream, Tiresias! так же на лейбле Prussia Records.

## Участники

### Текущий состав
- Peter Spilles — вокал, тексты, музыка, клавишные (1989—наши дни)
- Jürgen Jansen — клавишные, синтезатор, музыка, бэк-вокал (1996—наши дни)
- Achim Färber — ударные (1999—наши дни)

### Бывшие участники
- Patricia Nigiani — бэк-вокал, клавишные (1992—1994)
- Markus Giltjes — ударные (1995)
- Yenz Schrader — ударные, гитара (1998)
- Carsten Klatte — гитара (1999—2011)
- Dirk Scheuber — клавишные, синтезатор, музыка, гитара, аранжировки, бэк-вокал (1989—2021)

## Дискография

### Студийные альбомы
- Demoniac Puppets (1990)
- K.N.K.A. (1990)
- Dhyani (1991)
- Lam-'Bras (1992)
- Entities (1992)
- Souls/Island (1993)
- IO (1994)
- Alpha Omega (1995)
- ¡Chakra:Red! (1997)
- Eon:Eon (1998)
- Daimonion (2001)
- Inferno (2002)
- Kaskade (2005)
- Dream, Tiresias! (2009)
- Continuum Ride (2010)
- First Anthology (2011)
- Quantum Mechanics (2011)
- Black (2013)
- Blood (2014)
- Look up, I'm Down There (2016)
- Akkretion (2018)
- Fragment (2018)
- Elysium (2024)

### Мини-альбомы
- Precious New World (1991)
- Psychic Torture (1991)
- Little IO (1994)
- CH’I (1995)
- Corps D’Amour (1995)
- Trialog (2002)
- View From a Throne (2002)
- Wonderland/One Million Faces (2007)

### Live-альбомы
- Live '97 (1997)
- Live 2003/2001 (2003)

### Синглы
- Carrion (1993)
- Renascence (1994)
- En Garde! (1996)
- Carnival (1998)
- Steelrose (1998)
- I Live Your Dream (1999)
- Existence (2001)
- Timekiller (2001)
- Awakening (2002)
- Schall Und Rauch/The Future Is Now (2005)
- Ich Will Leben (feat. Unheilig) (2006)
- Earth Song (feat. Sara Noxx) (2008)
- Feel! (2009)

### Сборники
- The Early Years (89-93) (1996)
- Collector: Lost and Found  (2001)
- NUN Trilogy (2002)
- Collector: Fireworks & Colorchange (2003)
- First Anthology (2011)
- Second Anthology (2016)

## Видеография
- Va I Luce (1992)
- Entities Tour (1993)
- Glowing Like Io — Live Performance (1994)
- Alpha Omega — Live (1995)
- Live '99 (1999)
- Collector — Adapted for the Screen (2002)
- Live 2003 (2004)